# Підсадний (фільм)
Підсадний (рос. Подсадной) — російський кримінальний детектив режисера Олександра Котта, створений у 2010 році.

## Синопсис
Головний герой стрічки Микола (Леонід Бічевін), має незвичайне хобі: він чудово грає негативні ролі. він добре перевтілюється у бандитів, шахраїв і хуліганів. Робить він це не тільки на театральній сцені, але й у реальному житті. Тим самим Микола надає допомогу в розкритті злочинів. 
Незвичайне захоплення робить життя героя наповненим небезпечними пригодами і сильними емоціями...

## У ролях
| Актор              | Роль                           |
| ------------------ | ------------------------------ |
| Карина Разумовська | Тетяна, колишня дружина Миколи |
| Леонід Бічевін     | Микола                         |
| Юлія Пересільд     | Позднякова Віра                |
| Сергій Перегудов   | слідчий Геннадій Вяземський    |
| Андрій Феськов     | Обручєв Віталій                |
| Михайло Євланов    | Андрій                         |
| Сергій Мардар      | Ігор                           |
| Володимир Маслаков | Паша, кримінальник             |
| Роман Громадський  | Дмитро Миколайович             |
| Кирило Полухін     | Святослав                      |
| Кирило Жандаров    | Сергій Кошкін                  |
| Андрій Родимов     | Антон Лебедєв                  |
| Ерік Кенія         | Руслан                         |
| Костянтин Шелестун | Антон                          |
| Дмитро Луньов      | панк                           |
| Марина Солопченко  | мати Тетяни                    |
| Хельга Філіппова   | мати Миколи                    |
| Наталя Щербакова   | Маргарита                      |
| Дмитро Паламарчук  | Тихонов                        |